# 浪速六歌仙
浪速六歌仙とは、芸能事務所Tasty Company所属の大阪を中心に活動する女性アイドルグループ。パンクをメインコンセプトとし、「ヘタレで何が悪い！」が合言葉。

## 概要
2016年6月25日デビュー。目標にメジャーデビューを掲げ精力的に活動を行っている。
赤、青、黄、緑、桃の5色の個性に、プロデューサーのヨシダツヨシが製作するひねくれた軟弱な歌詞とメタル、パンク、ポップなどごちゃ混ぜメロコアサウンドでアンバランスながらも何故か調和が取れている個性的な楽曲、コンセプトを120%無視したメンバーのゆるいパフォーマンスが魅力。

## メンバー
| 担当カラー | 名前   | 生年月日      | キャッチコピー     |
| ---------- | ------ | ------------- | ------------------ |
| 赤         | いろは | 1999年2月28日 | 真っ赤な引きこもり |
| 青         | ひかる | 2000年5月20日 | 蒼天エモーショナル |
| 黄         | なつき | 2000年1月14日 | 閃光ライオネル     |
| 緑         | あやな | 1997年4月27日 | 緑の大巨人         |
| 桃         | かのん | 1997年2月10日 | 桃色スモールロック |

## 略歴
2016年
- 5月30日 - ミナミアイドルフェスタにてプレデビュー
- 6月25日 - 日本橋Polluxシアターにてデビューライブを敢行
- 7月9日 - ダイエー甲子園でのライブに出演
- 8月13日 - 第1回浪速六歌仙ワンコインライブをStudio246にて敢行
- 8月21日 - 新曲となる「死ぬな！」を披露。
- 8月28日 - 1st Single「死ぬな！/僻み根性」のリリースを発表
- 8月30日 - 1stワンマンライブを心斎橋サンホールにて開催することを発表
- 9月11日 - 浪速六歌仙オリジナルタオルの予約開始
- 9月11日 - 第2回 浪速六歌仙ワンコインライブをStudio246にて敢行
- 9月19日 - 極楽浄℃へ出演。
- 9月30日 - 1st Single「死ぬな！」のPVを放映
- 10月30日 - 1st Single「死ぬな！/僻み根性」を発売。

2017年
- 12月17日 - 解散

## 定期公演・ワンマンライブ等
| 公演日        | 公演名                           | 会場                 | 備考                                     |
| ------------- | -------------------------------- | -------------------- | ---------------------------------------- |
| 2016年6月25日 | 浪速六歌仙 ヘタレの悪あがき      | 日本橋Polluxシアター | 浪速六歌仙デビュー                       |
| 2016年8月14日 | 浪速六歌仙 第1回ワンコインライブ | Studio246JUSO        | 死ぬな初披露                             |
| 2016年9月11日 | 浪速六歌仙 第2回ワンコインライブ | Studio246JUSO        |                                          |
| 2016年12月9日 | 浪速六歌仙 負け犬の遠吠え        | 心斎橋サンホール     | 浪速六歌仙初の命運をかけたワンマンライブ |

## ディスコグラフィ

### シングル
| #                             | 発売日                        | 収録曲                        | 備考                                 | 動画                          | インディーズ ウィークリー 順位 |
| インディーズ（Tasty RECORDS） | インディーズ（Tasty RECORDS） | インディーズ（Tasty RECORDS） | インディーズ（Tasty RECORDS）        | インディーズ（Tasty RECORDS） | インディーズ（Tasty RECORDS）  |
| ----------------------------- | ----------------------------- | ----------------------------- | ------------------------------------ | ----------------------------- | ------------------------------ |
| 1                             | 2016/10/30                    | 死ぬな！/僻み根性             | 1stシングル 作詞・作曲：ヨシダツヨシ | MV                            | 位                             |